# Komodo (šachy)
Komodo je šachový motor UCI vyvinutý Donem Daileyem a Markem Leflerem. Je podporován šachovým spisovatelem a expertem na hodnocení šachových pozic GM Larrym Kaufmanem. Jedná se o proprietární software, ale starší verze, konkrétně od desáté a starší jsou k dubnu 2020 zdarma pro nekomerční použití. Jeho šachová úroveň jej řadí na přední příčky hlavních ratingových žebříčků šachových motorů poblíž motorů Stockfish, Leela Chess Zero a Houdini.

## Historie
Komodo vznikl vylepšením bývalého motoru Dona Daileyho Doch. Vznikl v lednu 2010. V listopadu 2011 byl vydán Komodo 4 a software se tehdy stal komerčním. První verze Komoda pro multiprocesory byla vydána v červnu 2013 jako Komodo 5,1 MP. Tato verze byla hlavním přepisem Komoda do C++11. Verze Komoda pro samostatné procesory (ta, která vyhrála turnaj CCT15 v únoru tohoto roku) byla vydána jako samostatný produkt krátce před vydáním 5,1 MP. Tato verze, pojmenovaná Komodo CCT, byla stále založena na starším kódu C a byla přibližně o 30 Elo silnější než verze 5.1 MP, protože druhá verze stále procházela masivní prací na pročišťování kódu.
S vydáním Komoda 6 dne 4. října 2013 Don Dailey oznámil, že trpí akutní formou leukémie, a že již nebude nepřispívat k rozvoji motorů Komodo. O měsíc později dne 22. listopadu Don Dailey zemřel. Dne 8. října pak na fóru Talkchess oznámil, že se Mark Lefler připojí k týmu vývojářů Komoda a motor tak bude pokračovat ve svém vývoji. O měsíc později dne 22. listopadu Don Dailey zemřel. Poslední vydaná verze, Komodo Dragon, byla vydána 9. listopadu 2020. Sedm dní předtím došlo pak k vydání Komoda 14.

## Síla a styl hry
Komodo se spoléhá hlavně na hodnocení pozice než na hloubku, a proto má výrazný poziční styl. Jeho silnou stránkou je hrát, když není co hrát. Autor Don Dailey styl motoru popsal takto: „V pozicích, které by většina motorů pravděpodobně bojovala nebo by bylo nemožné dosáhnout pokroku, Komodo tiše připraví přestávku a skončí vítězstvím.“

## Výsledky soutěže
Motor hrál na turnaji ICT 2010 v Leidenu a dále na turnajích CCT12 a CCT14. Jeho první turnajový úspěch přišel v roce 2013, kdy vyhrál se skóre 6½ / 7.5 turnaj CCT15. Také se tomuto motoru velice dařilo ve čtvrté sezóně turnaje TCEC, kdy z 53 her prohrál jen osm a dostal se až do čtvrtfinále, kde hrála velmi silná konkurence, jež hrála na osmi jádrech, zatímco Komodo měl jen jeden procesor. V další sezóně TCEC se mu proti Stockfishovi podařilo vyhrát superfinále. V 6. sezóně se Komodo také dostal do superfinále, kde však oproti minulé sezóně Stockfishi podlehl. V dalších dvou sezónách TCEC Komodo znovu porazilo motor Stockfish. V roce 2016 vyhrál motor mistrovství světa počítačů i mistrovství světa herního softwaru. Komodo v roce 2017 opět vyhrálo Mistrovství světa v počítačových šachech a světový šampionát v bleskovém šachu počítačů. V 11. sezóně TCEC se umístil na třetím místě, když skončil za Stockfishem a Houdinim. O rok později se Stockfishem prohrál v superfinále.

## Vybrané partie
|   | a | b | c | d | e | f | g | h |   |
| 8 | a8 černý věž · d7 černý střelec · e7 černý věž · g7 černý král · h7 černý pěšec · c6 černý pěšec · f6 černý pěšec · g6 černý pěšec · b5 černý pěšec · c5 bílý věž · d5 černý pěšec · a4 černý pěšec · b4 bílý pěšec · d4 bílý pěšec · f4 bílý pěšec · h4 bílý pěšec · e3 bílý pěšec · a2 bílý pěšec · f2 bílý pěšec · g2 bílý střelec · c1 bílý věž · g1 bílý král | a8 černý věž · d7 černý střelec · e7 černý věž · g7 černý král · h7 černý pěšec · c6 černý pěšec · f6 černý pěšec · g6 černý pěšec · b5 černý pěšec · c5 bílý věž · d5 černý pěšec · a4 černý pěšec · b4 bílý pěšec · d4 bílý pěšec · f4 bílý pěšec · h4 bílý pěšec · e3 bílý pěšec · a2 bílý pěšec · f2 bílý pěšec · g2 bílý střelec · c1 bílý věž · g1 bílý král | a8 černý věž · d7 černý střelec · e7 černý věž · g7 černý král · h7 černý pěšec · c6 černý pěšec · f6 černý pěšec · g6 černý pěšec · b5 černý pěšec · c5 bílý věž · d5 černý pěšec · a4 černý pěšec · b4 bílý pěšec · d4 bílý pěšec · f4 bílý pěšec · h4 bílý pěšec · e3 bílý pěšec · a2 bílý pěšec · f2 bílý pěšec · g2 bílý střelec · c1 bílý věž · g1 bílý král | a8 černý věž · d7 černý střelec · e7 černý věž · g7 černý král · h7 černý pěšec · c6 černý pěšec · f6 černý pěšec · g6 černý pěšec · b5 černý pěšec · c5 bílý věž · d5 černý pěšec · a4 černý pěšec · b4 bílý pěšec · d4 bílý pěšec · f4 bílý pěšec · h4 bílý pěšec · e3 bílý pěšec · a2 bílý pěšec · f2 bílý pěšec · g2 bílý střelec · c1 bílý věž · g1 bílý král | a8 černý věž · d7 černý střelec · e7 černý věž · g7 černý král · h7 černý pěšec · c6 černý pěšec · f6 černý pěšec · g6 černý pěšec · b5 černý pěšec · c5 bílý věž · d5 černý pěšec · a4 černý pěšec · b4 bílý pěšec · d4 bílý pěšec · f4 bílý pěšec · h4 bílý pěšec · e3 bílý pěšec · a2 bílý pěšec · f2 bílý pěšec · g2 bílý střelec · c1 bílý věž · g1 bílý král | a8 černý věž · d7 černý střelec · e7 černý věž · g7 černý král · h7 černý pěšec · c6 černý pěšec · f6 černý pěšec · g6 černý pěšec · b5 černý pěšec · c5 bílý věž · d5 černý pěšec · a4 černý pěšec · b4 bílý pěšec · d4 bílý pěšec · f4 bílý pěšec · h4 bílý pěšec · e3 bílý pěšec · a2 bílý pěšec · f2 bílý pěšec · g2 bílý střelec · c1 bílý věž · g1 bílý král | a8 černý věž · d7 černý střelec · e7 černý věž · g7 černý král · h7 černý pěšec · c6 černý pěšec · f6 černý pěšec · g6 černý pěšec · b5 černý pěšec · c5 bílý věž · d5 černý pěšec · a4 černý pěšec · b4 bílý pěšec · d4 bílý pěšec · f4 bílý pěšec · h4 bílý pěšec · e3 bílý pěšec · a2 bílý pěšec · f2 bílý pěšec · g2 bílý střelec · c1 bílý věž · g1 bílý král | a8 černý věž · d7 černý střelec · e7 černý věž · g7 černý král · h7 černý pěšec · c6 černý pěšec · f6 černý pěšec · g6 černý pěšec · b5 černý pěšec · c5 bílý věž · d5 černý pěšec · a4 černý pěšec · b4 bílý pěšec · d4 bílý pěšec · f4 bílý pěšec · h4 bílý pěšec · e3 bílý pěšec · a2 bílý pěšec · f2 bílý pěšec · g2 bílý střelec · c1 bílý věž · g1 bílý král | 8 |
| 7 | a8 černý věž · d7 černý střelec · e7 černý věž · g7 černý král · h7 černý pěšec · c6 černý pěšec · f6 černý pěšec · g6 černý pěšec · b5 černý pěšec · c5 bílý věž · d5 černý pěšec · a4 černý pěšec · b4 bílý pěšec · d4 bílý pěšec · f4 bílý pěšec · h4 bílý pěšec · e3 bílý pěšec · a2 bílý pěšec · f2 bílý pěšec · g2 bílý střelec · c1 bílý věž · g1 bílý král | a8 černý věž · d7 černý střelec · e7 černý věž · g7 černý král · h7 černý pěšec · c6 černý pěšec · f6 černý pěšec · g6 černý pěšec · b5 černý pěšec · c5 bílý věž · d5 černý pěšec · a4 černý pěšec · b4 bílý pěšec · d4 bílý pěšec · f4 bílý pěšec · h4 bílý pěšec · e3 bílý pěšec · a2 bílý pěšec · f2 bílý pěšec · g2 bílý střelec · c1 bílý věž · g1 bílý král | a8 černý věž · d7 černý střelec · e7 černý věž · g7 černý král · h7 černý pěšec · c6 černý pěšec · f6 černý pěšec · g6 černý pěšec · b5 černý pěšec · c5 bílý věž · d5 černý pěšec · a4 černý pěšec · b4 bílý pěšec · d4 bílý pěšec · f4 bílý pěšec · h4 bílý pěšec · e3 bílý pěšec · a2 bílý pěšec · f2 bílý pěšec · g2 bílý střelec · c1 bílý věž · g1 bílý král | a8 černý věž · d7 černý střelec · e7 černý věž · g7 černý král · h7 černý pěšec · c6 černý pěšec · f6 černý pěšec · g6 černý pěšec · b5 černý pěšec · c5 bílý věž · d5 černý pěšec · a4 černý pěšec · b4 bílý pěšec · d4 bílý pěšec · f4 bílý pěšec · h4 bílý pěšec · e3 bílý pěšec · a2 bílý pěšec · f2 bílý pěšec · g2 bílý střelec · c1 bílý věž · g1 bílý král | a8 černý věž · d7 černý střelec · e7 černý věž · g7 černý král · h7 černý pěšec · c6 černý pěšec · f6 černý pěšec · g6 černý pěšec · b5 černý pěšec · c5 bílý věž · d5 černý pěšec · a4 černý pěšec · b4 bílý pěšec · d4 bílý pěšec · f4 bílý pěšec · h4 bílý pěšec · e3 bílý pěšec · a2 bílý pěšec · f2 bílý pěšec · g2 bílý střelec · c1 bílý věž · g1 bílý král | a8 černý věž · d7 černý střelec · e7 černý věž · g7 černý král · h7 černý pěšec · c6 černý pěšec · f6 černý pěšec · g6 černý pěšec · b5 černý pěšec · c5 bílý věž · d5 černý pěšec · a4 černý pěšec · b4 bílý pěšec · d4 bílý pěšec · f4 bílý pěšec · h4 bílý pěšec · e3 bílý pěšec · a2 bílý pěšec · f2 bílý pěšec · g2 bílý střelec · c1 bílý věž · g1 bílý král | a8 černý věž · d7 černý střelec · e7 černý věž · g7 černý král · h7 černý pěšec · c6 černý pěšec · f6 černý pěšec · g6 černý pěšec · b5 černý pěšec · c5 bílý věž · d5 černý pěšec · a4 černý pěšec · b4 bílý pěšec · d4 bílý pěšec · f4 bílý pěšec · h4 bílý pěšec · e3 bílý pěšec · a2 bílý pěšec · f2 bílý pěšec · g2 bílý střelec · c1 bílý věž · g1 bílý král | a8 černý věž · d7 černý střelec · e7 černý věž · g7 černý král · h7 černý pěšec · c6 černý pěšec · f6 černý pěšec · g6 černý pěšec · b5 černý pěšec · c5 bílý věž · d5 černý pěšec · a4 černý pěšec · b4 bílý pěšec · d4 bílý pěšec · f4 bílý pěšec · h4 bílý pěšec · e3 bílý pěšec · a2 bílý pěšec · f2 bílý pěšec · g2 bílý střelec · c1 bílý věž · g1 bílý král | 7 |
| 6 | a8 černý věž · d7 černý střelec · e7 černý věž · g7 černý král · h7 černý pěšec · c6 černý pěšec · f6 černý pěšec · g6 černý pěšec · b5 černý pěšec · c5 bílý věž · d5 černý pěšec · a4 černý pěšec · b4 bílý pěšec · d4 bílý pěšec · f4 bílý pěšec · h4 bílý pěšec · e3 bílý pěšec · a2 bílý pěšec · f2 bílý pěšec · g2 bílý střelec · c1 bílý věž · g1 bílý král | a8 černý věž · d7 černý střelec · e7 černý věž · g7 černý král · h7 černý pěšec · c6 černý pěšec · f6 černý pěšec · g6 černý pěšec · b5 černý pěšec · c5 bílý věž · d5 černý pěšec · a4 černý pěšec · b4 bílý pěšec · d4 bílý pěšec · f4 bílý pěšec · h4 bílý pěšec · e3 bílý pěšec · a2 bílý pěšec · f2 bílý pěšec · g2 bílý střelec · c1 bílý věž · g1 bílý král | a8 černý věž · d7 černý střelec · e7 černý věž · g7 černý král · h7 černý pěšec · c6 černý pěšec · f6 černý pěšec · g6 černý pěšec · b5 černý pěšec · c5 bílý věž · d5 černý pěšec · a4 černý pěšec · b4 bílý pěšec · d4 bílý pěšec · f4 bílý pěšec · h4 bílý pěšec · e3 bílý pěšec · a2 bílý pěšec · f2 bílý pěšec · g2 bílý střelec · c1 bílý věž · g1 bílý král | a8 černý věž · d7 černý střelec · e7 černý věž · g7 černý král · h7 černý pěšec · c6 černý pěšec · f6 černý pěšec · g6 černý pěšec · b5 černý pěšec · c5 bílý věž · d5 černý pěšec · a4 černý pěšec · b4 bílý pěšec · d4 bílý pěšec · f4 bílý pěšec · h4 bílý pěšec · e3 bílý pěšec · a2 bílý pěšec · f2 bílý pěšec · g2 bílý střelec · c1 bílý věž · g1 bílý král | a8 černý věž · d7 černý střelec · e7 černý věž · g7 černý král · h7 černý pěšec · c6 černý pěšec · f6 černý pěšec · g6 černý pěšec · b5 černý pěšec · c5 bílý věž · d5 černý pěšec · a4 černý pěšec · b4 bílý pěšec · d4 bílý pěšec · f4 bílý pěšec · h4 bílý pěšec · e3 bílý pěšec · a2 bílý pěšec · f2 bílý pěšec · g2 bílý střelec · c1 bílý věž · g1 bílý král | a8 černý věž · d7 černý střelec · e7 černý věž · g7 černý král · h7 černý pěšec · c6 černý pěšec · f6 černý pěšec · g6 černý pěšec · b5 černý pěšec · c5 bílý věž · d5 černý pěšec · a4 černý pěšec · b4 bílý pěšec · d4 bílý pěšec · f4 bílý pěšec · h4 bílý pěšec · e3 bílý pěšec · a2 bílý pěšec · f2 bílý pěšec · g2 bílý střelec · c1 bílý věž · g1 bílý král | a8 černý věž · d7 černý střelec · e7 černý věž · g7 černý král · h7 černý pěšec · c6 černý pěšec · f6 černý pěšec · g6 černý pěšec · b5 černý pěšec · c5 bílý věž · d5 černý pěšec · a4 černý pěšec · b4 bílý pěšec · d4 bílý pěšec · f4 bílý pěšec · h4 bílý pěšec · e3 bílý pěšec · a2 bílý pěšec · f2 bílý pěšec · g2 bílý střelec · c1 bílý věž · g1 bílý král | a8 černý věž · d7 černý střelec · e7 černý věž · g7 černý král · h7 černý pěšec · c6 černý pěšec · f6 černý pěšec · g6 černý pěšec · b5 černý pěšec · c5 bílý věž · d5 černý pěšec · a4 černý pěšec · b4 bílý pěšec · d4 bílý pěšec · f4 bílý pěšec · h4 bílý pěšec · e3 bílý pěšec · a2 bílý pěšec · f2 bílý pěšec · g2 bílý střelec · c1 bílý věž · g1 bílý král | 6 |
| 5 | a8 černý věž · d7 černý střelec · e7 černý věž · g7 černý král · h7 černý pěšec · c6 černý pěšec · f6 černý pěšec · g6 černý pěšec · b5 černý pěšec · c5 bílý věž · d5 černý pěšec · a4 černý pěšec · b4 bílý pěšec · d4 bílý pěšec · f4 bílý pěšec · h4 bílý pěšec · e3 bílý pěšec · a2 bílý pěšec · f2 bílý pěšec · g2 bílý střelec · c1 bílý věž · g1 bílý král | a8 černý věž · d7 černý střelec · e7 černý věž · g7 černý král · h7 černý pěšec · c6 černý pěšec · f6 černý pěšec · g6 černý pěšec · b5 černý pěšec · c5 bílý věž · d5 černý pěšec · a4 černý pěšec · b4 bílý pěšec · d4 bílý pěšec · f4 bílý pěšec · h4 bílý pěšec · e3 bílý pěšec · a2 bílý pěšec · f2 bílý pěšec · g2 bílý střelec · c1 bílý věž · g1 bílý král | a8 černý věž · d7 černý střelec · e7 černý věž · g7 černý král · h7 černý pěšec · c6 černý pěšec · f6 černý pěšec · g6 černý pěšec · b5 černý pěšec · c5 bílý věž · d5 černý pěšec · a4 černý pěšec · b4 bílý pěšec · d4 bílý pěšec · f4 bílý pěšec · h4 bílý pěšec · e3 bílý pěšec · a2 bílý pěšec · f2 bílý pěšec · g2 bílý střelec · c1 bílý věž · g1 bílý král | a8 černý věž · d7 černý střelec · e7 černý věž · g7 černý král · h7 černý pěšec · c6 černý pěšec · f6 černý pěšec · g6 černý pěšec · b5 černý pěšec · c5 bílý věž · d5 černý pěšec · a4 černý pěšec · b4 bílý pěšec · d4 bílý pěšec · f4 bílý pěšec · h4 bílý pěšec · e3 bílý pěšec · a2 bílý pěšec · f2 bílý pěšec · g2 bílý střelec · c1 bílý věž · g1 bílý král | a8 černý věž · d7 černý střelec · e7 černý věž · g7 černý král · h7 černý pěšec · c6 černý pěšec · f6 černý pěšec · g6 černý pěšec · b5 černý pěšec · c5 bílý věž · d5 černý pěšec · a4 černý pěšec · b4 bílý pěšec · d4 bílý pěšec · f4 bílý pěšec · h4 bílý pěšec · e3 bílý pěšec · a2 bílý pěšec · f2 bílý pěšec · g2 bílý střelec · c1 bílý věž · g1 bílý král | a8 černý věž · d7 černý střelec · e7 černý věž · g7 černý král · h7 černý pěšec · c6 černý pěšec · f6 černý pěšec · g6 černý pěšec · b5 černý pěšec · c5 bílý věž · d5 černý pěšec · a4 černý pěšec · b4 bílý pěšec · d4 bílý pěšec · f4 bílý pěšec · h4 bílý pěšec · e3 bílý pěšec · a2 bílý pěšec · f2 bílý pěšec · g2 bílý střelec · c1 bílý věž · g1 bílý král | a8 černý věž · d7 černý střelec · e7 černý věž · g7 černý král · h7 černý pěšec · c6 černý pěšec · f6 černý pěšec · g6 černý pěšec · b5 černý pěšec · c5 bílý věž · d5 černý pěšec · a4 černý pěšec · b4 bílý pěšec · d4 bílý pěšec · f4 bílý pěšec · h4 bílý pěšec · e3 bílý pěšec · a2 bílý pěšec · f2 bílý pěšec · g2 bílý střelec · c1 bílý věž · g1 bílý král | a8 černý věž · d7 černý střelec · e7 černý věž · g7 černý král · h7 černý pěšec · c6 černý pěšec · f6 černý pěšec · g6 černý pěšec · b5 černý pěšec · c5 bílý věž · d5 černý pěšec · a4 černý pěšec · b4 bílý pěšec · d4 bílý pěšec · f4 bílý pěšec · h4 bílý pěšec · e3 bílý pěšec · a2 bílý pěšec · f2 bílý pěšec · g2 bílý střelec · c1 bílý věž · g1 bílý král | 5 |
| 4 | a8 černý věž · d7 černý střelec · e7 černý věž · g7 černý král · h7 černý pěšec · c6 černý pěšec · f6 černý pěšec · g6 černý pěšec · b5 černý pěšec · c5 bílý věž · d5 černý pěšec · a4 černý pěšec · b4 bílý pěšec · d4 bílý pěšec · f4 bílý pěšec · h4 bílý pěšec · e3 bílý pěšec · a2 bílý pěšec · f2 bílý pěšec · g2 bílý střelec · c1 bílý věž · g1 bílý král | a8 černý věž · d7 černý střelec · e7 černý věž · g7 černý král · h7 černý pěšec · c6 černý pěšec · f6 černý pěšec · g6 černý pěšec · b5 černý pěšec · c5 bílý věž · d5 černý pěšec · a4 černý pěšec · b4 bílý pěšec · d4 bílý pěšec · f4 bílý pěšec · h4 bílý pěšec · e3 bílý pěšec · a2 bílý pěšec · f2 bílý pěšec · g2 bílý střelec · c1 bílý věž · g1 bílý král | a8 černý věž · d7 černý střelec · e7 černý věž · g7 černý král · h7 černý pěšec · c6 černý pěšec · f6 černý pěšec · g6 černý pěšec · b5 černý pěšec · c5 bílý věž · d5 černý pěšec · a4 černý pěšec · b4 bílý pěšec · d4 bílý pěšec · f4 bílý pěšec · h4 bílý pěšec · e3 bílý pěšec · a2 bílý pěšec · f2 bílý pěšec · g2 bílý střelec · c1 bílý věž · g1 bílý král | a8 černý věž · d7 černý střelec · e7 černý věž · g7 černý král · h7 černý pěšec · c6 černý pěšec · f6 černý pěšec · g6 černý pěšec · b5 černý pěšec · c5 bílý věž · d5 černý pěšec · a4 černý pěšec · b4 bílý pěšec · d4 bílý pěšec · f4 bílý pěšec · h4 bílý pěšec · e3 bílý pěšec · a2 bílý pěšec · f2 bílý pěšec · g2 bílý střelec · c1 bílý věž · g1 bílý král | a8 černý věž · d7 černý střelec · e7 černý věž · g7 černý král · h7 černý pěšec · c6 černý pěšec · f6 černý pěšec · g6 černý pěšec · b5 černý pěšec · c5 bílý věž · d5 černý pěšec · a4 černý pěšec · b4 bílý pěšec · d4 bílý pěšec · f4 bílý pěšec · h4 bílý pěšec · e3 bílý pěšec · a2 bílý pěšec · f2 bílý pěšec · g2 bílý střelec · c1 bílý věž · g1 bílý král | a8 černý věž · d7 černý střelec · e7 černý věž · g7 černý král · h7 černý pěšec · c6 černý pěšec · f6 černý pěšec · g6 černý pěšec · b5 černý pěšec · c5 bílý věž · d5 černý pěšec · a4 černý pěšec · b4 bílý pěšec · d4 bílý pěšec · f4 bílý pěšec · h4 bílý pěšec · e3 bílý pěšec · a2 bílý pěšec · f2 bílý pěšec · g2 bílý střelec · c1 bílý věž · g1 bílý král | a8 černý věž · d7 černý střelec · e7 černý věž · g7 černý král · h7 černý pěšec · c6 černý pěšec · f6 černý pěšec · g6 černý pěšec · b5 černý pěšec · c5 bílý věž · d5 černý pěšec · a4 černý pěšec · b4 bílý pěšec · d4 bílý pěšec · f4 bílý pěšec · h4 bílý pěšec · e3 bílý pěšec · a2 bílý pěšec · f2 bílý pěšec · g2 bílý střelec · c1 bílý věž · g1 bílý král | a8 černý věž · d7 černý střelec · e7 černý věž · g7 černý král · h7 černý pěšec · c6 černý pěšec · f6 černý pěšec · g6 černý pěšec · b5 černý pěšec · c5 bílý věž · d5 černý pěšec · a4 černý pěšec · b4 bílý pěšec · d4 bílý pěšec · f4 bílý pěšec · h4 bílý pěšec · e3 bílý pěšec · a2 bílý pěšec · f2 bílý pěšec · g2 bílý střelec · c1 bílý věž · g1 bílý král | 4 |
| 3 | a8 černý věž · d7 černý střelec · e7 černý věž · g7 černý král · h7 černý pěšec · c6 černý pěšec · f6 černý pěšec · g6 černý pěšec · b5 černý pěšec · c5 bílý věž · d5 černý pěšec · a4 černý pěšec · b4 bílý pěšec · d4 bílý pěšec · f4 bílý pěšec · h4 bílý pěšec · e3 bílý pěšec · a2 bílý pěšec · f2 bílý pěšec · g2 bílý střelec · c1 bílý věž · g1 bílý král | a8 černý věž · d7 černý střelec · e7 černý věž · g7 černý král · h7 černý pěšec · c6 černý pěšec · f6 černý pěšec · g6 černý pěšec · b5 černý pěšec · c5 bílý věž · d5 černý pěšec · a4 černý pěšec · b4 bílý pěšec · d4 bílý pěšec · f4 bílý pěšec · h4 bílý pěšec · e3 bílý pěšec · a2 bílý pěšec · f2 bílý pěšec · g2 bílý střelec · c1 bílý věž · g1 bílý král | a8 černý věž · d7 černý střelec · e7 černý věž · g7 černý král · h7 černý pěšec · c6 černý pěšec · f6 černý pěšec · g6 černý pěšec · b5 černý pěšec · c5 bílý věž · d5 černý pěšec · a4 černý pěšec · b4 bílý pěšec · d4 bílý pěšec · f4 bílý pěšec · h4 bílý pěšec · e3 bílý pěšec · a2 bílý pěšec · f2 bílý pěšec · g2 bílý střelec · c1 bílý věž · g1 bílý král | a8 černý věž · d7 černý střelec · e7 černý věž · g7 černý král · h7 černý pěšec · c6 černý pěšec · f6 černý pěšec · g6 černý pěšec · b5 černý pěšec · c5 bílý věž · d5 černý pěšec · a4 černý pěšec · b4 bílý pěšec · d4 bílý pěšec · f4 bílý pěšec · h4 bílý pěšec · e3 bílý pěšec · a2 bílý pěšec · f2 bílý pěšec · g2 bílý střelec · c1 bílý věž · g1 bílý král | a8 černý věž · d7 černý střelec · e7 černý věž · g7 černý král · h7 černý pěšec · c6 černý pěšec · f6 černý pěšec · g6 černý pěšec · b5 černý pěšec · c5 bílý věž · d5 černý pěšec · a4 černý pěšec · b4 bílý pěšec · d4 bílý pěšec · f4 bílý pěšec · h4 bílý pěšec · e3 bílý pěšec · a2 bílý pěšec · f2 bílý pěšec · g2 bílý střelec · c1 bílý věž · g1 bílý král | a8 černý věž · d7 černý střelec · e7 černý věž · g7 černý král · h7 černý pěšec · c6 černý pěšec · f6 černý pěšec · g6 černý pěšec · b5 černý pěšec · c5 bílý věž · d5 černý pěšec · a4 černý pěšec · b4 bílý pěšec · d4 bílý pěšec · f4 bílý pěšec · h4 bílý pěšec · e3 bílý pěšec · a2 bílý pěšec · f2 bílý pěšec · g2 bílý střelec · c1 bílý věž · g1 bílý král | a8 černý věž · d7 černý střelec · e7 černý věž · g7 černý král · h7 černý pěšec · c6 černý pěšec · f6 černý pěšec · g6 černý pěšec · b5 černý pěšec · c5 bílý věž · d5 černý pěšec · a4 černý pěšec · b4 bílý pěšec · d4 bílý pěšec · f4 bílý pěšec · h4 bílý pěšec · e3 bílý pěšec · a2 bílý pěšec · f2 bílý pěšec · g2 bílý střelec · c1 bílý věž · g1 bílý král | a8 černý věž · d7 černý střelec · e7 černý věž · g7 černý král · h7 černý pěšec · c6 černý pěšec · f6 černý pěšec · g6 černý pěšec · b5 černý pěšec · c5 bílý věž · d5 černý pěšec · a4 černý pěšec · b4 bílý pěšec · d4 bílý pěšec · f4 bílý pěšec · h4 bílý pěšec · e3 bílý pěšec · a2 bílý pěšec · f2 bílý pěšec · g2 bílý střelec · c1 bílý věž · g1 bílý král | 3 |
| 2 | a8 černý věž · d7 černý střelec · e7 černý věž · g7 černý král · h7 černý pěšec · c6 černý pěšec · f6 černý pěšec · g6 černý pěšec · b5 černý pěšec · c5 bílý věž · d5 černý pěšec · a4 černý pěšec · b4 bílý pěšec · d4 bílý pěšec · f4 bílý pěšec · h4 bílý pěšec · e3 bílý pěšec · a2 bílý pěšec · f2 bílý pěšec · g2 bílý střelec · c1 bílý věž · g1 bílý král | a8 černý věž · d7 černý střelec · e7 černý věž · g7 černý král · h7 černý pěšec · c6 černý pěšec · f6 černý pěšec · g6 černý pěšec · b5 černý pěšec · c5 bílý věž · d5 černý pěšec · a4 černý pěšec · b4 bílý pěšec · d4 bílý pěšec · f4 bílý pěšec · h4 bílý pěšec · e3 bílý pěšec · a2 bílý pěšec · f2 bílý pěšec · g2 bílý střelec · c1 bílý věž · g1 bílý král | a8 černý věž · d7 černý střelec · e7 černý věž · g7 černý král · h7 černý pěšec · c6 černý pěšec · f6 černý pěšec · g6 černý pěšec · b5 černý pěšec · c5 bílý věž · d5 černý pěšec · a4 černý pěšec · b4 bílý pěšec · d4 bílý pěšec · f4 bílý pěšec · h4 bílý pěšec · e3 bílý pěšec · a2 bílý pěšec · f2 bílý pěšec · g2 bílý střelec · c1 bílý věž · g1 bílý král | a8 černý věž · d7 černý střelec · e7 černý věž · g7 černý král · h7 černý pěšec · c6 černý pěšec · f6 černý pěšec · g6 černý pěšec · b5 černý pěšec · c5 bílý věž · d5 černý pěšec · a4 černý pěšec · b4 bílý pěšec · d4 bílý pěšec · f4 bílý pěšec · h4 bílý pěšec · e3 bílý pěšec · a2 bílý pěšec · f2 bílý pěšec · g2 bílý střelec · c1 bílý věž · g1 bílý král | a8 černý věž · d7 černý střelec · e7 černý věž · g7 černý král · h7 černý pěšec · c6 černý pěšec · f6 černý pěšec · g6 černý pěšec · b5 černý pěšec · c5 bílý věž · d5 černý pěšec · a4 černý pěšec · b4 bílý pěšec · d4 bílý pěšec · f4 bílý pěšec · h4 bílý pěšec · e3 bílý pěšec · a2 bílý pěšec · f2 bílý pěšec · g2 bílý střelec · c1 bílý věž · g1 bílý král | a8 černý věž · d7 černý střelec · e7 černý věž · g7 černý král · h7 černý pěšec · c6 černý pěšec · f6 černý pěšec · g6 černý pěšec · b5 černý pěšec · c5 bílý věž · d5 černý pěšec · a4 černý pěšec · b4 bílý pěšec · d4 bílý pěšec · f4 bílý pěšec · h4 bílý pěšec · e3 bílý pěšec · a2 bílý pěšec · f2 bílý pěšec · g2 bílý střelec · c1 bílý věž · g1 bílý král | a8 černý věž · d7 černý střelec · e7 černý věž · g7 černý král · h7 černý pěšec · c6 černý pěšec · f6 černý pěšec · g6 černý pěšec · b5 černý pěšec · c5 bílý věž · d5 černý pěšec · a4 černý pěšec · b4 bílý pěšec · d4 bílý pěšec · f4 bílý pěšec · h4 bílý pěšec · e3 bílý pěšec · a2 bílý pěšec · f2 bílý pěšec · g2 bílý střelec · c1 bílý věž · g1 bílý král | a8 černý věž · d7 černý střelec · e7 černý věž · g7 černý král · h7 černý pěšec · c6 černý pěšec · f6 černý pěšec · g6 černý pěšec · b5 černý pěšec · c5 bílý věž · d5 černý pěšec · a4 černý pěšec · b4 bílý pěšec · d4 bílý pěšec · f4 bílý pěšec · h4 bílý pěšec · e3 bílý pěšec · a2 bílý pěšec · f2 bílý pěšec · g2 bílý střelec · c1 bílý věž · g1 bílý král | 2 |
| 1 | a8 černý věž · d7 černý střelec · e7 černý věž · g7 černý král · h7 černý pěšec · c6 černý pěšec · f6 černý pěšec · g6 černý pěšec · b5 černý pěšec · c5 bílý věž · d5 černý pěšec · a4 černý pěšec · b4 bílý pěšec · d4 bílý pěšec · f4 bílý pěšec · h4 bílý pěšec · e3 bílý pěšec · a2 bílý pěšec · f2 bílý pěšec · g2 bílý střelec · c1 bílý věž · g1 bílý král | a8 černý věž · d7 černý střelec · e7 černý věž · g7 černý král · h7 černý pěšec · c6 černý pěšec · f6 černý pěšec · g6 černý pěšec · b5 černý pěšec · c5 bílý věž · d5 černý pěšec · a4 černý pěšec · b4 bílý pěšec · d4 bílý pěšec · f4 bílý pěšec · h4 bílý pěšec · e3 bílý pěšec · a2 bílý pěšec · f2 bílý pěšec · g2 bílý střelec · c1 bílý věž · g1 bílý král | a8 černý věž · d7 černý střelec · e7 černý věž · g7 černý král · h7 černý pěšec · c6 černý pěšec · f6 černý pěšec · g6 černý pěšec · b5 černý pěšec · c5 bílý věž · d5 černý pěšec · a4 černý pěšec · b4 bílý pěšec · d4 bílý pěšec · f4 bílý pěšec · h4 bílý pěšec · e3 bílý pěšec · a2 bílý pěšec · f2 bílý pěšec · g2 bílý střelec · c1 bílý věž · g1 bílý král | a8 černý věž · d7 černý střelec · e7 černý věž · g7 černý král · h7 černý pěšec · c6 černý pěšec · f6 černý pěšec · g6 černý pěšec · b5 černý pěšec · c5 bílý věž · d5 černý pěšec · a4 černý pěšec · b4 bílý pěšec · d4 bílý pěšec · f4 bílý pěšec · h4 bílý pěšec · e3 bílý pěšec · a2 bílý pěšec · f2 bílý pěšec · g2 bílý střelec · c1 bílý věž · g1 bílý král | a8 černý věž · d7 černý střelec · e7 černý věž · g7 černý král · h7 černý pěšec · c6 černý pěšec · f6 černý pěšec · g6 černý pěšec · b5 černý pěšec · c5 bílý věž · d5 černý pěšec · a4 černý pěšec · b4 bílý pěšec · d4 bílý pěšec · f4 bílý pěšec · h4 bílý pěšec · e3 bílý pěšec · a2 bílý pěšec · f2 bílý pěšec · g2 bílý střelec · c1 bílý věž · g1 bílý král | a8 černý věž · d7 černý střelec · e7 černý věž · g7 černý král · h7 černý pěšec · c6 černý pěšec · f6 černý pěšec · g6 černý pěšec · b5 černý pěšec · c5 bílý věž · d5 černý pěšec · a4 černý pěšec · b4 bílý pěšec · d4 bílý pěšec · f4 bílý pěšec · h4 bílý pěšec · e3 bílý pěšec · a2 bílý pěšec · f2 bílý pěšec · g2 bílý střelec · c1 bílý věž · g1 bílý král | a8 černý věž · d7 černý střelec · e7 černý věž · g7 černý král · h7 černý pěšec · c6 černý pěšec · f6 černý pěšec · g6 černý pěšec · b5 černý pěšec · c5 bílý věž · d5 černý pěšec · a4 černý pěšec · b4 bílý pěšec · d4 bílý pěšec · f4 bílý pěšec · h4 bílý pěšec · e3 bílý pěšec · a2 bílý pěšec · f2 bílý pěšec · g2 bílý střelec · c1 bílý věž · g1 bílý král | a8 černý věž · d7 černý střelec · e7 černý věž · g7 černý král · h7 černý pěšec · c6 černý pěšec · f6 černý pěšec · g6 černý pěšec · b5 černý pěšec · c5 bílý věž · d5 černý pěšec · a4 černý pěšec · b4 bílý pěšec · d4 bílý pěšec · f4 bílý pěšec · h4 bílý pěšec · e3 bílý pěšec · a2 bílý pěšec · f2 bílý pěšec · g2 bílý střelec · c1 bílý věž · g1 bílý král | 1 |
|   | a | b | c | d | e | f | g | h |   |

- Komodo vs Hannibal, nTCEC - fáze 2b - sezóna 1, kolo 4.1, ECO: A10, 1–0 Komodo obětuje kvalitu za lepší pozici.[26]
- Gull vs Komodo, nTCEC - 3. etapa - 2. sezóna, 2. kolo, ECO: E10, 0–1[27]